# Mouilleron-le-Captif
Mouilleron-le-Captif é uma comuna francesa na região administrativa da Pays de la Loire, no departamento de Vendéia. Estende-se por uma área de 19,73 km². Em 2010 a comuna tinha 5 069 habitantes (densidade: 256,9 hab./km²).